# 杨正平
杨正平（1969年—2013年9月26日），甘肃宕昌人。汉族。加入中国共产党。宕昌县阿坞中学专业毕业。
曾任甘肃宕昌县阿坞乡麻界村党支部书记。2013年，当选为第十二届全国人民代表大会甘肃地区代表。
因交通事故于2013年9月26日去世，代表资格自然终止。